# 554
554 (DLIV) var ett normalår som började en torsdag i den julianska kalendern.

## Händelser

### Okänt datum
- Narses, bysantinsk general, erövrar Italien.
- Bysantinska styrkor besegrar visigoterna i Andalusien.

## Födda
- Suiko, kejsarinna av Japan.